# Zoilus (patriarcha Aleksandrii)
Zoilus – chalcedoński patriarcha Aleksandrii w latach 542–551.